# Przegląd Socjologiczny
«Przegląd Socjologiczny» («Социологический обзор») — старейший социологический журнал в Польше. Выходит раз в квартал.

## История
Основан классиком польской и мировой социологии Флорианом Витольдом Знанецким в 1930 году как «Польский социологический вестник» (пол. Polski Przegląd Socjologiczny).
В 1930—1938 г. вышло 7 выпусков журнала, единственного на то время журнала полностью посвященного вопросам социологии.
На его страницах публиковались авторы, впоследствии вошедшие в историю общественных наук, такие как Герц, Кживицкий, Оссовский, Рыхлинский, Знанецкий и др.
В течение ряда лет выпуски «Przegląd Socjologiczny» посвящены актуальным социологическим проблемам общества.
Кроме того, ряд выпусков журнала содержит подборку избранных статей присылаемых в редакцию. Один выпуск в году выходит на английском языке и содержит материалы заграничных авторов.
Публикуются исключительно оригинальные материалы, все статьи проходят оценку внешних рецензентов.
С 1979 по 1988 г. редакцию возглавлял профессор Ян Лютынский. С 1989 г. главный редактор журнала — Иоланта Куплинская.